# Georges Boco
Dieudonne Georges Boco (* 17. Mai 1963 in Cotonou) ist ein ehemaliger beninischer Boxer.

## Karriere
Boco gehörte bei den Olympischen Sommerspielen 1984 zu der dreiköpfigen, rein aus Boxern bestehenden Delegation seines Landes. Er trat im Weltergewicht an und verlor nach einem Freilos in der ersten Runde seinen Zweitrundenkampf gegen den späteren Bronzemedaillengewinner Luciano Bruno aus Italien.
In der BoxRec-Datenbank sind für die Zeit von September 1987 bis April 2011 zudem 20 Profikämpfe gelistet, von denen er zwölf gewann. In den Jahren 1995 und 1996 war er zudem zweimaliger Titelträger der African Boxing Union im Mittelgewicht.